# Ivonne Ortega Pacheco
Ivonne Aracelly Ortega Pacheco, née le 26 novembre 1972 à Dzemul, Yucatán, est une femme politique mexicaine. Elle est gouverneure de l'État mexicain du Yucatán de 2007 à 2012,.